# تری‌اتانول‌آمین
تری‌اتانول‌آمین (به انگلیسی: Triethanolamine) با فرمول شیمیایی C6H15NO3 یک ترکیب شیمیایی با شناسه پاب‌کم 7618 است. که جرم مولی آن 149.188 g/mol می‌باشد. 